# Karl von Halt
Karl Ritter von Halt —nacido como Karl Ferdinand Halt— (Múnich, Imperio alemán; 2 de junio de 1891-Alemania occidental, 5 de agosto de 1964) fue un oficial deportivo alemán durante el nacionalsocialismo en el Tercer Reich y posteriormente en la República Federal Alemana.

## Biografía
Karl Ritter von Halt fue un atleta de atletismo que compitió en los Juegos Olímpicos de Estocolmo de 1912. Terminó 22.º en la competencia de lanzamiento de jabalina y 14.º en el evento de lanzamiento de bala. También participó en la competencia de pentatlón. Allí fue eliminado en el tercer evento porque no terminó su carrera de 200 m. También participó como miembro del equipo alemán en la primera ronda de la competencia de relevos de 4 x 100 metros. Halt terminó noveno en el decatlón. 
Casi ganó el decatlón en los Juegos Bálticos de 1914 en Malmö, perdiendo ante el finlandés Johan Svanström por una fracción de punto después de que se solucionó un error de cálculo.
En 1921 se convirtió en Karl Ritter von Halt después de recibir la Orden Militar de Max Joseph. 
En 1936 fue nombrado Presidente del Comité para la organización de los Cuarto Juegos Olímpicos de Invierno en Garmisch por el Reichssportführer Hans von Tschammer und Osten. Karl Ritter von Halt fue elegido miembro del Comité Ejecutivo del Comité Olímpico Internacional (COI) en 1937, cargo que ocupó hasta 1945. 
En 1944, Karl Ritter von Halt dirigió la Oficina de Deportes del Tercer Reich, Nationalsozialistischer Reichsbund für Leibesübungen (NSRL), remplazando a Arno Breitmeyer como Reichssportführer. Siguió siendo el líder de NSRL hasta que la oficina y la organización se disolvieron en 1945 luego de la derrota de la Alemania nazi en la Segunda Guerra Mundial. 
Karl Ritter von Halt tuvo éxito en despejar su pasado como líder nacionalsocialista en los años de la posguerra, aunque los turistas de Garmisch protestaron en 2006 porque el estadio de fútbol de la ciudad todavía llevaba su nombre. Fue rebautizado silenciosamente Stadion am Gröben. Ritter von Halt dirigió el Comité Olímpico Nacional de Alemania entre 1951 y 1961, sucediendo al duque Adolf Friedrich de Mecklemburgo.